# Паренца Алта (Мантова)
Паренца Алта је насеље у Италији у округу Мантова, региону Ломбардија.
Према процени из 2011. у насељу је живело 17 становника. Насеље се налази на надморској висини од 21 м.